# Hoplunnis macrura
Hoplunnis macrura är en fiskart som beskrevs av Ginsburg, 1951. Hoplunnis macrura ingår i släktet Hoplunnis och familjen Nettastomatidae. Inga underarter finns listade i Catalogue of Life.